# Tınaztepe, Sinanpaşa
Tınaztepe là một thị trấn thuộc huyện Sinanpaşa, tỉnh Afyonkarahisar, Thổ Nhĩ Kỳ. Dân số thời điểm năm 2011 là 3.156 người.